# Michał Rosa
Michał Rosa (n. 27 septembrie 1963, Zabrze, Polonia) este un regizor de film și scenarist polonez. Este absolvent al Școlii de Film Krzysztof Kieślowski din Katowice.
A regizat filme ca Piłsudski⁠(d) (2019), Ruptura (2008) sau Tăcere (2001). Michał Rosa a fost desemnat cel mai bun regizor de film la Festivalul de Film Polonez de la Gdynia din 2001 pentru regia filmului Tăcere (Cisza).

## Filmografie
- Piłsudski⁠(d) (2019)
- Szczęście Świata (2016)
- Ruptura (Rysa, 2008)
- Co słonko widziało (2006)
- Tăcere (2001)
- Farba (film)Farba (1998)
- Gorący czwartek (1994)